# کین ولی (کنتاکی)
کین ولی (به انگلیسی: Cane Valley) یک منطقهٔ مسکونی در ایالات متحده آمریکا است که در شهرستان ادیر، کنتاکی واقع شده‌است. کین ولی ۲۳۸٫۹۷ متر بالاتر از سطح دریا واقع شده‌است.